# NTLDR

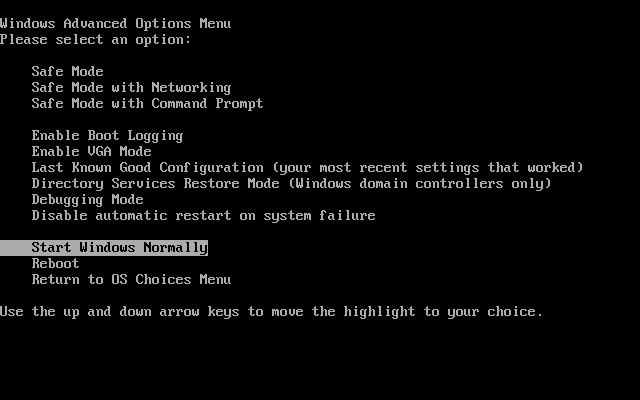
Menú de opciones avanzadas de un ordenador Windows

NTLDR (abreviatura de NT Loader) es el archivo encargado del arranque del Sistema Operativo en las primeras versiones de Microsoft Windows NT, incluyendo Windows XP y Windows Server 2003 (A partir de las versiones 6.0 y superiores como Windows Vista, Windows 7 y Windows 8 se usa BOOTMGR). El NTLDR se encuentra usualmente en el disco duro principal, pero también puede encontrarse en dispositivos portátiles como CD-ROM, memorias USB, o disquetes.
NTLDR requiere, como mínimo, que dos archivos se encuentren en el directorio raíz del volumen de inicio:
- NTLDR, que se encarga de cargar el sistema operativo.
- boot.ini, que contiene un menú de opciones de inicio.

Si el archivo NTLDR no se encuentra en el disco, la computadora enviará un mensaje de error informándolo.
En Windows Vista y posteriores (Windows Server 2008, Windows 7 y Windows 8), el NTLDR fue reemplazado por dos componentes llamados winload.exe y Windows Boot Manager (BOOTMGR este se puede instalar en discos duros y otros dispositivos con programas como bootice ).